# Хиттолово
Хи́ттолово (др.-рус. Гитола, фин. Hittola) — деревня в Лесколовском сельском поселении Всеволожского района Ленинградской области.

## Название
Существует версия, что топоним происходит от фин. hitto — чёрт, нечистая сила, отсюда «hittola» — место, где водится нечистая сила.
Близ старой дороги между посёлком Токсово и деревней Хиттолово лежит «Чёртов камень» (фин. Pirukivi). По преданию, в стародавние времена на этом валуне сидел чёрт и соблазнял проходящих и проезжающих здесь людей с целью похитить их души. На камне отпечатаны древние магические петроглифы. Координаты камня:
lat=60.1927 lon=30.5527.
В Карелии существует посёлок с созвучным наименованием: Хийтола (фин. Hiitola).

## История

### Русское государство
Впервые упоминается в Писцовой книге Водской пятины 1500 года как несколько деревень Гитола:

деревня Гитола — Михал Гихнов, сын его Васько…

деревня Гитола ж — Палка Дмитров, Василь Ильин…

деревня Гитола над озером над Гитольском — Степанко Ондреев, сын его Дмитрок…

деревня Гитола ж — Ивашко да Петрок Игнатовы…

деревня Гитола у озера у Глубокаго — Онанька Гридин, да Назарко Ильин, Сменко Юркин, сын его Ондрейко, да Ермолка Лукин…

деревня Гитола за врагом у озерка — Федотка Хотуй Игнатов сын…

деревня Гитола ж у Озерка у Глубокого — Васько Федотов да Михал Михнев…
Картографическое упоминание деревни — селение Hittola, происходит во второй половине XVII века на карте Ингерманландии штабс-капитана Бергенгейма, составленной в 1827 году по шведским архивам и по состоянию на 1676 год.

### Российская империя
В 1727 году на карте А. Ростовцева оно упоминается как Гиттула, в 1770 году на карте Санкт-Петербургской губернии Я. Ф. Шмидта как Хитола и наконец в 1844 и 1852 году как Хиттолова.

ХИТТОЛОВО — деревня принадлежит ведомству коменданта Санкт-Петербургской крепости, жителей 241 м. п., 242 ж. п. (1838 год)

В 1844 году деревня Хиттолова насчитывала 46 дворов.
На этнографической карте Санкт-Петербургской губернии П. И. Кёппена 1849 года она обозначена как деревня «Hittola», расположенная в ареале расселения эвремейсов. В пояснительном тексте к этнографической карте она названа Hittola (Хиттолово) и указано количество её жителей на 1848 год: эвремейсов — 230 м. п., 289 ж. п., всего 519 человек.

ХИТАЛОВА — деревня ведомства коменданта Санкт-Петербургской крепости, по просёлкам, 67 дворов, 233 души м. п. (1856 год)

Число жителей деревни по X-ой ревизии 1857 года: 226 м. п., 261 ж. п..
На Плане генерального межевания Шлиссельбургского уезда упоминаются пять деревень Хиттолова, разбросанных от Кавголовского озера до озера «Матолоярва».

ХИТТОЛОВО — деревня комендантского ведомства (состоит из деревень Иткомякки, Ленжумякки, Мягеляйссимякки, Рандиямякки, Райконемякки, Сюзамякки, Тарымякки, Тонимякки, Хамбуколымякки), при озёрах Сювья и Мадала, 83 двора, 206 м. п., 238 ж. п. (1862 год)

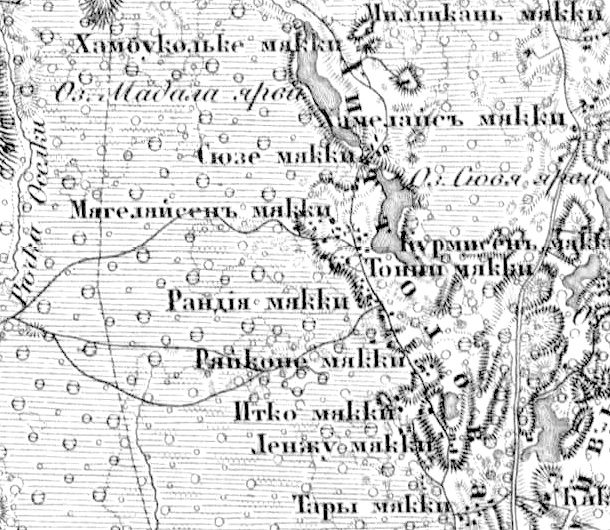
Деревня Хиттолово на карте 1872 года

Хиттолово входило в мызу Токсово, принадлежавшую ведомству Казённой палаты.
Согласно подворной переписи 1882 года в деревне проживали 86 семей, число жителей: 225 м. п., 225 ж. п.; лютеране: 207 м. п., 208 ж. п.; разряд крестьян — ведомства Санкт-Петербургского коменданта, а также пришлого населения 13 семей, в них: 27 м. п., 27 ж. п., лютеране: 24 м. п., 23 ж. п..
В 1883—1886 годах временнообязанные крестьяне деревни Хиттолово выкупили свои земельные наделы у ведомства коменданта Санкт-Петербургской крепости.

ХИТТОЛОВО — составляли посёлки: Лензумяки, Ряйкоземяки, Рандиямяки, Коккоземяки, Сувенмяки (Суемяки), Хампумяки (Хамбуколка, Хампунколка).

ЛЕНЗУМЯКИ — посёлок на земле первого сельского общества 11 дворов, 33 м. п., 32 ж. п., всего 65 чел.

РЯЙКОЗЕМЯКИ — посёлок на земле второго сельского общества 16 дворов, 51 м. п., 45 ж. п., всего 96 чел.

РАНДИЯМЯКИ — посёлок на земле первого сельского общества при о. Сувяярви 10 дворов. 30 м. п., 43 ж. п., всего 73 чел.

СУЕМЯКИ — посёлок на земле первого сельского общества при о. Маталаярви 9 дворов, 23 м. п., 22 ж. п., всего 45 чел.

ХАМБУКОЛКА — посёлок на земле первого сельского общества 12 дворов, 30 м. п., 34 ж. п., всего 64 чел. (1896 год)

В конце XIX — начале XX века деревня административно относилась к Токсовской волости 2-го стана Шлиссельбургского уезда Санкт-Петербургской губернии. Население деревни было однородным — финским.
В 1903 году в деревне открылась земская школа (Хиттоловское училище) с преподаванием на финском языке. Учителем в ней работала Имма Ивановна Паукку.
В 1904 году школа получила новое здание.

### Довоенный СССР
В 1924 году в состав Хиттолово были включены деревни: Коккозиколка (Каккеземякки), Лензумякки, Мюхесенмякки (Мюгязимякки), Рандиямякки, Ряйкезенмякки-2 (Райкосенмякки-2), Тарримякки и Хомпуколка.
Согласно переписи населения СССР 1926 года:

КОККОЗЕНКОЛКА (ХИТТОЛОВО) — посёлок Койвукюльского сельсовета Токсовской волости Ленинградского уезда, 52 хозяйства, 185 душ.

Из них: русских — 4 хозяйства, 13 душ; ингерманландцев — 48 хозяйств, 172 души.

ЛЕНСУНМЯККИ (ХИТТОЛОВО) — посёлок Койвукюльского сельсовета Токсовской волости, 13 хозяйств, 47 душ, все ингерманландцы.

МАРТЫЛАНМЯККИ (ХИТТОЛОВО) — посёлок Койвукюльского сельсовета Токсовской волости, 13 хозяйств, 39 душ. Из них: русских — 1 хозяйство, 1 душа; ингерманландцев — 12 хозяйств, 38 душ.

МЮЕГЕЗЕНМЯККИ (ХИТТОЛОВО) — посёлок Койвукюльского сельсовета Токсовской волости, 9 хозяйств, 28 душ, все ингерманландцы.

РАЙККЕЗЕНМЯККИ (ХИТТОЛОВО) — посёлок Койвукюльского сельсовета Токсовской волости, 24 хозяйства, 105 душ, все ингерманландцы.

РАНДИЯНМЯККИ (ХИТТОЛОВО) — посёлок Койвукюльского сельсовета Токсовской волости, 15 хозяйств, 66 душ, все ингерманландцы.

СУВЕНМЯККИ (ХИТТОЛОВО) — посёлок Койвукюльского сельсовета Токсовской волости, 11 хозяйств, 63 души, все ингерманландцы.

ТАРРИМЯККИ (ХИТТОЛОВО) — посёлок Койвукюльского сельсовета Токсовской волости, 16 хозяйств, 59 душ, все ингерманландцы.

ХАМПУНКОЛКА (ХИТТОЛОВО) — деревня Койвукюльского сельсовета Токсовской волости, 21 хозяйство, 91 душа, все ингерманландцы. (1926 год)

По административным данным 1933 года деревня Хиттолово относилась к Койвукюльскому сельсовету Куйвозовского финского национального района.
В 1930-е годы на землях деревни Хиттолово были организованы колхозы: «Луото» («Островок»), «Войма» («Мощь») и «Савутус» («Достижение»).
Согласно переписи населения СССР 1939 года:

ХИТТОЛОВО — деревня Койвукюльского сельсовета Парголовского района, 778 чел. (1939 год)

Деревня Хиттолово на карте 1939 года

До 1942 года — место компактного проживания ингерманландских финнов.

### Послевоенные годы
В 1958 году население деревни составляло 472 человека.
По данным 1966, 1973 и 1990 годов деревня Хиттолово входила в состав Лесколовского сельсовета.
В 1997 году в деревне проживали 54 человека, в 2002 году — 101 человек (русских — 56%), в 2007 году — 65, в 2010 году — 133 человека.

## География
Деревня расположена в северной части района на автодороге 41К-321 (подъезд к дер. Хиттолово), к востоку от железнодорожной линии Санкт-Петербург — Приозерск.
Расстояние до административного центра поселения (Верхние Осельки) — 10 км.
Расстояние до ближайшей железнодорожной станции Пери — 3 км. Ближайшая железнодорожная платформа — Осельки; по 1943 год данная платформа называлась Хиттолово.
Деревня находится между двух озёр — южного Сювеярви (Глубокое) и северного — Мадалаярви (Мелкое) на реке Авлоге. С востока к деревне примыкает посёлок Новое Токсово.

## Демография
| 1838 | 1848 | 1862 | 1896 | 1926 | 1939 | 1958 |
| ---- | ---- | ---- | ---- | ---- | ---- | ---- |
| 483  | ↗519 | ↘444 | ↘343 | ↗683 | ↗778 | ↘472 |
| 1997 | 2007 | 2010 | 2013 | 2017 |      |      |
| ↘54  | ↗65  | ↗133 | ↗203 | ↘179 |      |      |

### Национальный состав
Согласно данным Всероссийской переписи населения 2021 года в деревне проживали 550 человек, из них:
 русские — 164, армяне — 6, белорусы — 1, евреи — 1, другие национальности — 1 человек, остальные национальность не указали.

## Инфраструктура
Застройка Хиттолова — старые деревянные дома (четыре, два из них — нежилые) и новые коттеджи.
Объекты социальной инфраструктуры — магазин и медицинский пункт.
В деревне расположена животноводческая ферма.
Административно в Хиттолово включены ДСК «Победа» (ТСЖ «Американская деревня»), который представляет собой коттеджный посёлок из 32 домов, а также коттеджные посёлки «Журавлиное» и «Кавголовское озеро».

## Известные жители
- Иванен, Анатолий Вильямович (1950—2013) — поэт, член Союза писателей СССР и России[45][46].
- Коронен, Матвей Матвеевич (?—1981) — профессор, доктор исторических наук, консул СССР в Финляндии[47][48].
- Ленсу, Ойва Андреевич (1938—2018) — секретарь Карельского обкома КПСС, начальник Архивного управления Республики Карелия[49][50].

## Улицы
Ветеранов, ДСК Победа, Горнолыжная, Европейская, Запрудная, Малая Приозёрная, Озёрная, Приозёрная, Свободы, ТИЗ Сювеярви, Центральная, Южная.

## Садоводства
Золотая долина.